# Het slachten van het varken
Het slachten van het varken (Frans: Le Dépècement du porc) is een schilderij van Isaac van Ostade uit 1645. Het kwam in 1873 in de collectie van het Museum voor Schone Kunsten in Rijsel door een schenking van Alexandre Leleux, eigenaar van de regionale krant L'Echo du Nord.

## Voorstelling
Het tafereel speelt zich af in een grote schuur. Het is er nogal donker, de enige lichtbron is een raam in de deur aan de linkerkant dat een smal stukje lucht onthult. In het midden is een gezin te zien, bestaande uit twee ouders en vier spelende kinderen naast hen. Op de voorgrond, het dichtst bij het raam, bevindt zich het belangrijkste element van het schilderij, het varken. Het dier hangt aan zijn achterpoten aan een ladder, aan de voorkant opengesneden, de organen verwijderd. De ouders staan bij een vat, maar er is niet te zien wat ze aan het doen zijn. Een van de kinderen blaast de blaas van het dode dier op als een ballon, terwijl de andere drie toekijken.
Karkassen van varkens (of runderen) ontdaan van hun ingewanden zijn een veel voorkomend thema op zeventiende-eeuwse schilderijen uit de Republiek. Het bekendste voorbeeld is waarschijnlijk Rembrandts De geslachte os, maar ook andere grote en kleine meesters kozen het onderwerp. Zo zijn er van Isaac van Ostade nog zeker acht andere schilderijen met dit thema bekend. Het gaat bij deze werken echter om meer dan een genretafereel. De dichter Jan Luyken schreef onder een ets van een jongetje met een blaas: "Wat is de Waereld, die het ziet? // Een Blaas vol wind en anders niet; // Laat daar 't onweetend Kind meê speelen:" Het gaat om een bijzonder soort vanitasschilderijen, werken die bedoeld waren om de nietigheid van het aardse bestaan te onderstrepen. Dit wordt nog versterkt door het kadaver dat de toekomst van al het leven op aarde voorafschaduwt.

## Afbeeldingen

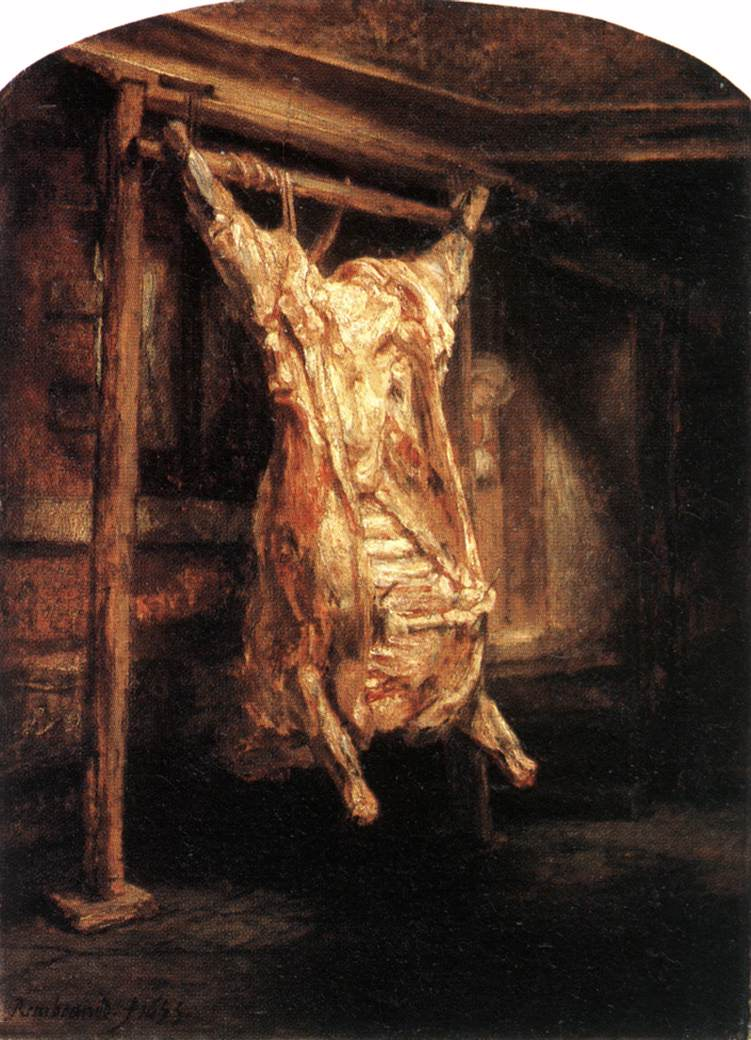
De geslachte os - Rembrandt van Rijn
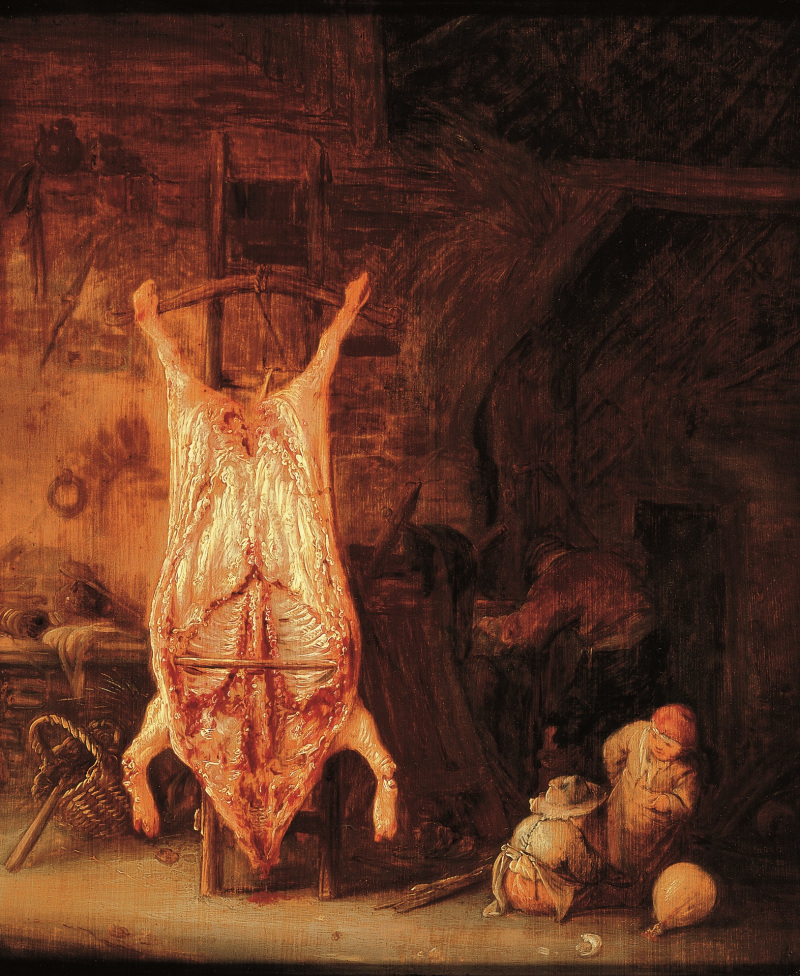
Geslacht varken in een stal (1640-49)
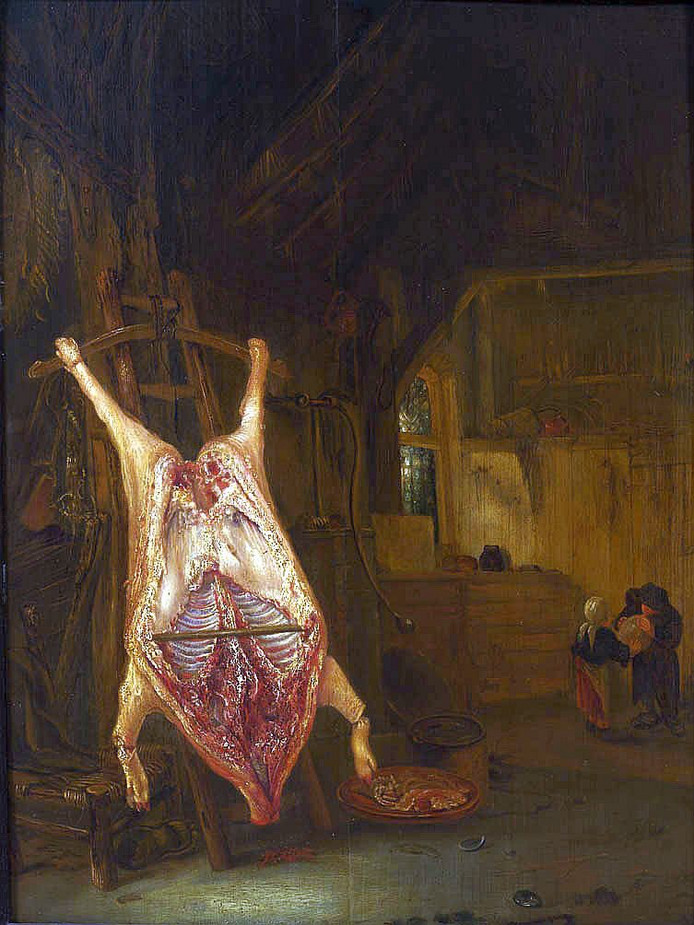
Geslacht varken in een stal (1642)